# Giulio de Blaas

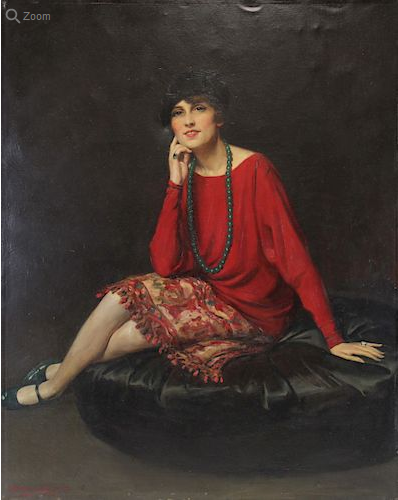
Fiatal nő portréja (1928)

Giulio de Blaas [névváltozata: Julius (von) Blaas (der Jüngere)] (Velence, 1888. augusztus 11.– New York, 1934. május 13.) olasz–amerikai festőművész, a Blaas festődinasztia tagja. Művészi aláírása ’Lulo de Blaas’ volt.

## Családja
Apja Eugene de Blaas, osztrák (tiroli) eredetű, olasz életkép- és portréfestő, a velencei akadémia tanára, anyja Paola Prina grófnő (Velence, 1846. április 10. – Velence, 1919. december 31.), nővére Agnesina de Blaas (Velence, 1871. április 2. – Bologna, 1936. július), annak férje Domenico Morosini (Velence, 1866. október 16. – Velence, 1899. május 1.) volt.
Fiatalkori képét apja, Eugene de Blaas festette meg.
Giulio nem nősült meg. 

## Pályafutása
Giulio kezdetben apja felügyelete alatt tanult, majd két éven át az alapozó időszakot Ettore Titónak, a Velencei Képzőművészeti Akadémia 1894 és 1927 közötti tanárának irányítása alatt végezte. Ezután a Müncheni Akadémiára ment, ahol 20 évesen beiratkozott Carl von Marr művészeti tárgykörére. Itt végezve, Párizsban képezte tovább magát, ahol Lucien Simonnal dolgozott együtt.
1912-ben a Római Biennálén, majd Velencében, a Bevilacqua La Masa alapítvány kiállításain 1912-ben, 1913-ban (a velencei Ca' Pesaróban a Bevilacqua La Masa Alapítvány V. kiállításán), 1914-ben (a Hotel Excelsiorban rendezett „Elutasítottak kiállításán”) és 1922-ben szerepelt. Rómában az 1913-ban megrendezett első szecessziós kiállításon, valamint az 1915-ös, ugyancsak szecessziós kiállításon és az 1921-es biennálén vett részt.
Az első világháború előtti években a Luisa Casati márkiné körének tagja volt, akinek portrékat készített és jelmezeket tervezett.
Az első világháború idején önkéntes volt a haditengerészetnél, a Haditengerészeti Minisztérium megbízásából pedig háborús jeleneteket festett. Az Alfieri és Lacroix milánói kiadó tizenöt táblán, fűzős borítólappal ellátva tette közzé 1919-ben a Tengerészet a fedélzeten és a szárazföldön címmel színes rajzainak nyomatait.
1920-ban, a háború által megrongált épületek helyreállítási szükséglete miatt Velencében megrendezték a La Mostra Nazionale d’Arte sacra (Szakrális művészet országos kiállítása) című bemutatót a mai Correr Múzeum helyiségeiben. Itt több mint 900 festményt, szobrot, iparművészeti és építészeti alkotást mutattak be. Kiadott katalógusa szerint Blaas itt egy Gruppo per l’Architettura e Arredamenti (Építészeti és Berendezési Csoport) elnevezésű, néhány művészből álló csoportosulásnak a tagjaként vett részt. Szereplésük, és hirdetési szórólapjuk alapján ez a Velencében működő iparművészeti stúdió a templomok helyreállítását és újjáépítését komplett módon ajánlotta, azaz a freskók, mozaikok, oltárképek, szövetek, bronzok és domborművek (tehát a belső berendezés) építéssel együtt történő tervezését és kivitelezését. E csoportot Brenno del Giudice építész, Guido Cadorin festő, Giulio de Blaas, Mario Marenesi (1888–1977) estei festő és Aldo Carpi festő alkották.
Más forrás szerint a háború után barátjával, Guido Cadorinnal, valamint Brenno Del Giudicével és Mario Marenesivel közösen egy rövid ideig élő, gyártási célú szövettervező vállalkozást alapított.
1922-ben Amerikába távozott, ahol széles körben ismertté vált arcképfestői tehetsége, s hírnevét a vagyonos réteg körében sikerült megalapoznia, ezzel megrendelői köre is kiterjedtté vált, jó anyagi körülményeket tudott magának biztosítani. Ezután is sokat tartózkodott Európában (Párizsban, Velencében – a festményei szignóiból kiolvashatóan). Alkotásainak túlnyomó részét a portrék teszik ki.
Műveinek nagy része magángyűjtemények között oszlik meg. A Velencei Tengerészeti Történeti Múzeumban az első világháború eseményeit ábrázoló hét akvarellvázlatát őrzik, amelyek ’Lulo Blaas’ aláírással készültek.
Számos festménye került a Hillwood Estate, Museum & Gardens gyűjteményébe 1973-ban Marjorie Merriweather Post hagyatékával.
A New York-i Manhattanben halt meg 1934. május 15-én egy műtét szövődményei miatt. Halála előtt azt a kívánságát fejezte ki, hogy családjával egy sírba temessék el, ezért sírja Velencében, a San Michele temetőjében található.

## Művei (válogatás)
- Mary Louise Ball Larkin. Olaj, vászon. 1925[16]
- Michel Harry de Young(wd) portréja. Olaj, vászon. 1925
- Homme à l’écharpe bleue. (Férfi kék sállal). Olaj, vászon. Velence, 1928[17]
- Charles Templeton Crocker (1884–1948). Olaj, vászon, 1927
- Portrait of Eleanor Close (később Eleanor Post Hutton(wd)). Olaj, vászon. 1929[18]
- Portrait of Nedenia Hutton (A későbbi Dina Merrill). Olaj, vászon. 1929[19]
- Portrait of Mrs. Hutton (Marjorie Merriweather Post)(wd) and young Nedenia Marjorie Hutton (Dina Merrill). Olaj, vászon. 1929[20]
- Portrait of Marjorie Merriweather Post. Olaj, vászon. 1931[21]